# Château-Renard
 Château-Renard  es una población y comuna francesa, situada en la región de Centro, departamento de Loiret, en el distrito de Montargis. Es el chef-lieu y mayor población del cantón de Château-Renard.

## Demografía
| 2061 | 2120 | 2171 | 2223 | 2302 | 2389 |
| Para los censos de 1962 a 1999 la población legal corresponde a la población sin duplicidades (Fuente: INSEE [Consultar]) |      |      |      |      |      |